# Poesia sonora
La poesia sonora è una forma di espressione artistica interdisciplinare, dove la vocalità, talora applicata alla scrittura, talora svincolata da essa, svolge un ruolo di primo piano, connettendosi anche con forme espressive visive, gestuali, musicali.
La poesia sonora può essere collocata a pieno titolo nel quadro delle ricerche intermediali, ovvero, come teorizzato da Dick Higgins nel 1961, quelle forme espressive nelle quali le diverse discipline artistiche si intrecciano in una struttura unica e inscindibile così come avviene per la poesia visuale. Questo la differenzia dalle opere multimediali, dove differenti linguaggi sovrapposti non sono mai rigidamente insostituibili.
Il poeta sonoro, per il quale le tecnologie elettroacustiche ed elettroniche costituiscono un essenziale supporto strumentale, agisce nello spazio acustico e figurale (ora anche in quello virtuale) attuando un progetto poetico articolato e complesso, aperto alle intersezioni linguistiche, alle contaminazioni, alla percezione multisensoriale, alla dimensione articolata della performance. In questo senso si può parlare anche di poesia totale.
Le sperimentazioni fonetiche e l'inventiva declamatoria coltivate in seno alle avanguardie del primo Novecento costituiscono le fondamentali premesse di questa poesia della voce.
La qualità sonora del testo viene alla ribalta con i futuristi e si scarica con prepotenza sulle platee attraverso la “declamazione dinamica”, alimentata dall'onomatopea che pervade le “parole in libertà” di Filippo Tommaso Marinetti, i “rumori plastici” di Giacomo Balla, la “poesia pentagrammata” di Francesco Cangiullo, la “verbalizzazione astratta” e l'“onomalingua” di Fortunato Depero.
In Russia Velimir Chlebnikov e Aleksej Kručënych inclusero nei loro testi successioni sonore inusitate attraverso sovvertimenti sintattici, rivoluzione del lessico, articolazioni fonematiche astratte, armonie sghembe e vibrazioni “transmentali” secondo la sintassi della zaum': una nuova lingua specificamente poetica in cui il suono svolge un ruolo di primo piano. Vladimir Majakovskij contribuisce al clima di quelle ricerche con una sorta di scomposizione cubista della parola che tende ad un'acustica dissonante.
Nel campo della creazione fonetica furono fondamentali i contributi dei dadaisti Hugo Ball, Raoul Hausmann e Kurt Schwitters, autore del manifesto della Poesia coerente, nel quale dichiara che il materiale della poesia è la lettera e non la parola. Schwitters anticipa, così, per certi aspetti la poesia lettrista, teorizzata nel 1942 da Isidore Isou, il quale, proclamata la sua sfiducia verso una parola consumata e inadeguata ai tempi, ne propose il superamento ponendo la lettera alla base della nuova poesia e individuando in essa un valore oggettuale da considerare come unità grafico-fonetica. François Dufrêne fu tra i primi ad aderire al movimento; successivamente si uniranno al gruppo Gil Wolman, Jean-Louis Brau, Maurice Lemaître.
Un ruolo significativo per lo sviluppo della tecnica del contrappunto verbo-fonico assumono le esperienze “simultaneiste” di Pierre Albert-Birot e, in particolare, di Henri-Martin Barzun, fondatore della scuola orfica (1912), di cui fanno parte, tra gli altri, Fernand Divoire, Sébastien Voirol e Guillaume Apollinaire. Il simultaneismo è ripreso anche dallo svizzero Arthur Pétronio, figura composita di poeta e musicista, che introduce nel 1953 la verbophonie, forma compositiva dove l'elemento polifonico si arricchisce di suoni e di rumori.
Vengono spesso ricondotte alla sperimentazione fonetico-sonora anche opere che nella tessitura testuale privilegiano il “nonsense”, la glossolalia e le tecniche di collage di tipo ritmico, così come i cosiddetti poemi fatici, dove il testo è subordinato al senso dell'intonazione e allo spessore della qualità vocale, come in Per farla finita col giudizio di Dio di Antonin Artaud.
È solo nel 1958 che Jacques de la Villeglé introduce sulle pagine della rivista Grâmmes il termine "poésie sonore" riferendosi alle composizioni del poeta francese François Dufrêne, note come “crirythmes”.
La poesia sonora, propriamente detta, nasce alla fine degli anni cinquanta dall'incontro delle sperimentazioni fonetiche con le tecnologie magnetofoniche.
Utilizzando le tecniche di registrazione su nastro, il poeta può finalmente individuare nuovi spazi espressivi. Con il montaggio audio (che, nell'immediato dopoguerra, il musicista Pierre Schaeffer non aveva potuto mettere in pratica con il magnetofono a filo), si diffondono le tecniche del collage e del décollage in analogia con quanto già avveniva nelle arti visive.
Da qui scaturiscono il cut-up di Brion Gysin nel 1959 (idea ripresa poi da William Burroughs) e la vasta gamma delle prove tecniche di tutta una schiera di nuovi poeti, artisti della voce e della parola, del suono e del gesto, primi fra tutti Henri Chopin, che dal 1957 utilizza echi, riverberi e variatori di velocità per il trattamento della materia sonora, e Bernard Heidsieck, che, dal 1959, canalizza i suoi poèmes-partitions nel multipista.
"Con le ricerche elettroniche - scrive Henri Chopin - la voce è diventata finalmente concreta". L'aggettivazione appare particolarmente calzante per le opere dei tedeschi Franz Mon e Carlfriedrich Claus, dell'austriaco Gerhard Rühm, dell'inglese Bob Cobbing, del fiammingo Paul De Vree e del boemo Ladislav Novák. Un particolare trattamento iterativo del testo produce stratificazioni sonore poliritmiche nelle opere degli svedesi Sten Hanson, Bengt Emil Johnson, dei poeti del centro Fylkingen di Stoccolma e dello statunitense Charles Amirkhanian.
Sono ancora da ricordare per la qualità del loro lavoro i francesi Ilse e Pierre Garnier, autori del “souffle manifeste”, Julien Blaine, gli americani John Giorno, Richard Kostelanetz e Larry Wendt, il gruppo canadese dei Four Horsemen con Steve Mc Caffery, Paul Dutton, Raphael Barreto-Rivera e bp Nichol, lo spagnolo Bartolomé Ferrando, il russo Valeri Scherstjanoi, l'ungherese Endre Szkàrosi, lo svizzero Vincent Barras. In Italia sono da citare almeno Adriano Spatola e Giulia Niccolai, al quale si deve Baobab (1979), prima audiorivista di poesia sonora italiana, Maurizio Nannucci che negli anni sessanta utilizza la voce per le sue esperienze di musica elettronica e nel 1975 pubblica con la Cbs "Poesia Sonora / Antologia internazionale di ricerche fonetiche", Arrigo Lora Totino, inventore della “poesia liquida” e “ginnica”, Mimmo Rotella, autore del “manifesto dell'epistaltismo”, Giovanni Fontana, teorico della “poesia pre-testuale” e della “poesia epigenetica”, Enzo Minarelli, teorico della "polipoesia", e ancora Patrizia Vicinelli, Luigi Pasotelli, Giuliano Zosi, Sarenco, Massimo Mori, Gian Paolo Roffi, Sergio Cena, Gian Pio Torricelli.

## Discografia essenziale
- AA. VV., Konkrete Poesie – Sound Poetry – Artikulation, Anastasia Bitzos, Berna, 1967 [LP33]
- AA. VV., Art by Telephone, Museum of Contemporary Art, Chicago, 1969 [LP33]
- AA. VV., 10+2:12 American text sound pieces, 1750 Arch Records, Berkeley, 1974 [LP33]
- AA. VV., Textsound Festivals 10 Years, Fyilkingen Records, Stockholm 1977 [LP33]
- AA. VV., Oggi poesia domani, Baobab n. 3, Edizioni pubbliart s.r.l., Reggio Emilia, s.d., [cassetta]
- AA. VV., Il dolce stil suono, Baobab n. 4, Ed. Pubbliart Bazar, Reggio Emilia, s. d. [cassetta]
- AA. VV., Sugar, Alcohol & Meat. The Dial-A-Poem Poets, Giorno Poetry Systems Records, New York, 1980 [2 LP33]
- AA. VV., Futurism & Dada reviewed, Sub Rosa, Austria, s.d. [CD]
- AA. VV., Life is a killer, Giorno Poetry Systems Records, New York, 1982 [LP33]
- AA. VV., Neoson(g) Cabaret, Éditions Intervention, Québec, 1984 [cassetta]
- AA. VV., In memoriam Georges Maciunas, Éditions Intervention, Québec, 1985 [2 LP33]
- AA. VV., Inter K-7 / '87, Éditions Intervention, Québec, 1987 [cassetta]
- AA. VV., Mouthworks, Slowscan n. 8, Hertogenbosch, 1988 [cassetta]
- AA. VV., Baobab Italia 1990-91, Baobab n. 21, Ed. Elytra, Reggio Emilia 1992 [4 cassette]
- AA. VV., Italia 1995, Baobab n. 27, Ed. Elytra, Reggio Emilia, 1996 [4 cassette]
- AA. VV., Poésie Sonore. Doc(k)son, Doc(k)s 17/20, Akenaton, Ajaccio, 1998 [rivista con 2CD];
- AA. VV., Poliphonix 1, Cramps, Milano, 1991 [CD]
- AA. VV., Inventar la voz, Sonoteca, Fundación Telefónica, Lima, Perú, 2009 [CD]
- AA. VV., Erratum 4, Sound review, Noise + Art + Poetry, 3CD, Edited by Erratum Musical, France, 2004
- Altagor, Poésie musique pure, Baobab n. 9, Edizioni Pubbliart Bazar, Reggio Emilia, s.d. [cassetta];
- C. Amirkhanian, Lexical Music, 1750 Arch Records, Berkeley, 1979 [LP33]
- L. Anderson, W. Burroughs, J. Giorno, You're the guy I want to share my money with, Giorno Poetry Systems Records, New York, 1981 [2 LP33]
- L. Anderson, Big science, Warner Bros. Records Inc., New York, 1982 [LP33]
- L. Anderson, United States. Live, Warner Bros. Records Inc., New York 1984 [box con 5LP33]
- L. Arbizzani, Transuraniche, Baobab 7, Pubbliart Bazar, Reggio Emilia, s. d. [cassetta]
- P. A. Arcand, Eres + 7, Obscure, Québec, s.d.[CD]
- P. A. Arcand, Transfuge, OHM éditions, Québec, 2002 [CD audio + video CD]
- P. A. Arcand (a cura di), Ex machina ricordi, Avatar - Ohm, Québec, 2008 [CD]
- A. Artaud, Pour en finir avec le jugement de dieu, 1947, in Futura, Cramps Records, Milano, 1978 [LP33]
- R. Ashley, She was a visitor, in Extended voices, CBS, New York, 1967 [LP33]
- R. Ashley, Private Parts, Vital Record, New York, 1978 [LP33]
- R. Ashley, In Sara Mencken, Christ and Beethoven, there were men and women, Cramps, Milano, 1990 [CD];
- V. Barras e J. Demierre, Au homard, Mega Wave Orchestra, Carouge, 1988 [LP33]
- J. Blaine, Passé/Futur, “Radiotaxi” n. 23, Ed. Lotta poetica & Studio Morra, Verona – Napoli, s.d. [LP33]
- J. Blaine, “en chair et en os”, Live (quelques moments), DCC, Marsiglia, 2000 [CD]
- J. Blonk, Flux de bouche, Staalplat, Amsterdam, 1993 [CD]
- J. Blonk, Vocalor, Staalplat, Amsterdam, 1998 [CD]
- L.G. Bodin, Clouds, Fylkingen, Stoccolma, 1976 [LP33]
- J-F. Bory, Game over, “Radiotaxi” n. 22, Ed. Lotta poetica & Studio Morra, Verona – Napoli, s.d. [LP33]
- G. Branca – J. Giorno, Who you starting at?, Giorno Poetry Systems Records, New York, 1982 [LP33]
- D. Bulatov (a cura di), Homo Sonorus. An International Anthology of Sound Poetry, National Center for Contemporary Art, Kaliningrad Branch, 2001 [4 CD]
- J. Cage, John Cage (J. Hidalgo, W. Marchetti, G.-E. Simonetti, D. Stratos), Cramps, Milano, 1989 [CD]
- C. Campos, No lago do olho, Dabliu Discos / Estudio Eldorado, São Paulo, 2001 [CD]
- H. Chopin, Chopin, “OU” nº 30/31, Paris – Ingatestone, 1967 [LP33]
- H. Chopin, Audiopoems, “Radiotaxi” nº 3, Ed. Lotta poetica & Studio Morra, Verona – Napoli, s.d. [LP33]
- H. Chopin (a cura di), Poésie Sonore Internationale, J. M. Place, Paris, 1979 [2cassette]
- H. Chopin, Poesie Sonore, Igloo, Bruxelles, 1983 [LP33]
- H. Chopin, Le Corpsbis & Co, Nepless, Milano, 1996 [CD]
- P. Claire, Stepping stones, ICPA, Oxford, 1990 [cassetta]
- B. Cobbing ed E. Jandl, Sprechgedichte, Writers Forum, London, 1969 [LP33]
- V. Conte (a cura di), Nuovi segnali. Ultimi suoni di poesia italiana, Ed. Maggioli, Rimini, 1983 [cassetta]
- Ph. Corner, 2 works for gamelan ensemble, “Radiotaxi” nº 8, Ed. Lotta poetica & Studio Morra, Verona – Napoli, s.d. [LP33]
- A. De Campos, C. Campos, Poesia é risco, Polygram, São Paulo, 1995 [CD]
- P. De Vree, Toute predication, “Radiotaxi” nº 2, Ed. Lotta poetica & Studio Morra, Verona – Napoli, s.d. [LP33]
- F. Dufrêne, Crirythmes, 1958, in “OU”, 23-24, Paris, 1965 [LP33]
- F. Dufrêne, Crirythmes, Achele, Paris, 1965 [45 giri]
- F. Dufrêne, Trypticrirythmes, 1966, in “OU”, 28-29, Paris, 1966 [LP33]
- B. Ferrando (con M. Eichenberger, F. Lüscher, A. Zimmerlin), Rojo!, Unit Records, Uster (CH), 1996 [CD]
- Flatus Vocis Trio, Grosso Modo. Mùsica hablada, Arteche, Madrid, 1990 [LP33]
- G. Fontana / E. Minarelli, Poema Larsen / Neotonemi per campane e fruscii, 3ViTre / Hetea, Cento – Alatri, 1983 [45 giri]
- G. Fontana e L. Salvadori (a cura di), L'in-canto del verso, “Baobab” n. 23, Reggio Emilia, 1994 [4 cassette]
- G. Fontana (a cura di), Voci, suoni & rumori della poesia, “Momo” 1, Frosinone, 1996 [cassetta]
- G. Fontana, Elettrocabaret. Riletture futuriste, Ed. FarsettiArte, Prato, 1999 [CD]
- G. Fontana, Il gioco delle voci, Ed. Piero Manni, Lecce, 2001 [CD]
- G. Fontana (a cura di), La voce in movimento, Rouge et Noir, Frosinone, 2003 [CD]
- G. Fontana (a cura di), Verbivocovisual, Ed. Il Verri, Milano, 2004 [CD]
- G. Fontana, Per le segrete stanze, CD allegato al catalogo Wunderkammern, Artpages, Isernia-Napoli, 2007
- G. Fontana, Piedigrottesco 2009 - Futurismo 100 anni, Stagione dei concerti del Conservatorio di Frosinone, Ed. Speciale del Conservatorio, Frosinone, 2009 (con Luca Salvadori al pianoforte preparato), CD
- G. Fontana, Sento / dunque suono, DVD allegato alla rivista In pensiero, nº 2, gennaio/giugno 2009, Ed. Michelangelo Libri, Roma
- G. Fontana, Hypervox - Antologia sonora 1968/2009, CD allegato al volume Testi e pre-testi, Ed. Fondazione Berardelli, Brescia, 2009
- G. Fontana, Corpo a corpo, CD allegato alla rivista The New Lotta Poetica, nº 1/2012, Fondazione Sarenco e Parise Editore, Cunettone di Salò, 2012
- G. Fontana, Epigenetic Poetry, Ed. Recital, Los Angeles, 2016 [LP33]
- N. Frangione (a cura di), Mail Music, Armadio Officina Audio Editions, Monza, 1983 [LP33]
- N. Frangione (a cura di), Radio Art, Harta Performing, Monza, 1997 [CD]
- N. Frangione, Rapporti orali e trasversalità sonore, Harta Performing, Monza, 1999 [CD]
- K. Gaburo, Music for voices, instruments & electronics sounds, Nonesuch Records, New York, 1968 [LP33]
- I. Garnier, P. Garnier, S. Niikuni, Poèmes phonétiques sur spatialisme, Columbia Records, Japan, 1971 [33 giri]
- I. e P. Garnier, I. & P. Garnier, 3ViTre / Hetea, Cento – Alatri, 1984 [45 giri]
- A. Ginsberg, Howl and other poems, Fantasy, San Francisco, 1959 [LP33]
- A. Ginsberg e Ph. Glass, Hydrogen Jukebox, Elektra Entertainment, New York, 1993 [CD]
- J. Giorno, Rasberry and Pornographic Poem, The Intrevenus Mind Records, New York, 1967 [LP33]
- J. Giorno (a cura di), Cash Cow. The best of Giorno Poetry Systems, 1965-1993, Giorno Poetry Sistems, New York, 1993 [CD]
- E. Gomringer, Konkrete texte, Ed. S Press Tapes, Hattingen, 1973 [cassetta]
- B. Gysin, Orgy Boys, hat Hut Records, Therwil, 1981 [LP33]
- B. Gysin / Steve Lacy, Songs, hat Hut Records, Therwil, 1981 [LP33+45 giri]
- R. Hausmann, Poèmes phonétiques 1919-43, in “OU” 25-26, Paris, 1966 [45 giri]
- R. Hausmann, Poèmes phonétiques, KAON – Musée Départemental d'Art Contemporain de Rochechouart, Limoges – Rochechouart, 1997 [CD]
- S. Hanson, B. E. Johnson (a cura di), Text-Sound Composition, Fylkingen Records, Stockholm [antologie sonore su LP33: nn. 1 e 2, 1968; nn. 3,4 e 5, 1969; nn. 6 e 7, 1970]
- B. Heidsieck, Partition V, Le Soleil Noir, Paris, 1973 [6 dischi flessibili, 33 giri]
- B. Heidsieck, Trois biopsies + Un passe partout, Multi-Techniques, Paris 1970 [LP33]
- B. Heidsieck, Canal sreet, SEVIM/B.H., Paris, 1986 [3LP33]
- B. Heidsieck, Morceaux choisis, J. M. Place, Paris, 1996 [CD]
- B. Heidsieck, Vaduz, Alga Marghen, Milano, 1998 [CD]
- B. Heidsieck, Respirations et brèves rencontres, Al Dante, Romainville, 1999 [3 CD]
- H. Heissenbüttel ed E. Jandl, Max Unmittelvorm einschlaffen / Das Rächeln der Mona Lisa, Luchterhand Neuwied, Berlin 1972 [LP33]
- D. Higgins, Bodies electric : arches / Requiem for Wagner the criminal mayor, Exit & Exempla, Firenze, 1983 [cassetta]
- J. Hubaut (a cura di), Operette d'artistes, Station Mir, Hérouville St-Clair, 1998 [CD]
- R. Huelsenbeck, Four Poems from ‘Phantastiche Gebete 1916’, in « Aspen magazine », n° 5, New York, 1967 [LP33]
- I. Isou, M. Lemaître, Le lettrisme, Columbia, Paris, 1965 [LP33
- I. Isou, Musique lettristes, Al Dante, Romainville, 1999 [CD]
- E. Jandl, Bist eulen?, Buch – Offsetdruck Pillwein, Wien, 1984 [LP33]
- E. Jandl, Laut und Luise, Wagenbachs Quartplatte 2, Berlin, 1968 [45 giri]
- J. Kerouac, The Jack Kerouac Collection, Rhino Word Beat, Santa Monica, 1990 [3CD]
- F. Krivet, Campaign, Wahlkampf in den USA, Droste Verlag, Düsseldorf, 1973 [3 45 giri]
- R. Kostelanetz, Invocations, Folkways Records, New York, 1984 [LP33]
- L. Küpper, Leo Küpper, Igloo, Bruxelles, 1981[LP]
- K. Ladik, Phonopoetica. Fonična interpretacija vizuelne poezije, Galerja Studentskog Kulturnog Centra, Beograd, 1976 [33 giri]
- A. Latanza e D. Lombardi (a cura di), Futurismo musicale 1, Fonoteca, Roma, 1995 [CD]
- A. Latanza e D. Lombardi (a cura di), Futurismo musicale 2, Fonoteca, Roma, 1995 [CD]
- A. Lora Totino (a cura di), Alle fonti della poesia sonora, “Baobab” n° 12, Pubbliart Bazar, Reggio Emilia, s.d. [cassetta]
- A. Lora Totino (a cura di), Futura, Cramps Records, Milano, 1978 [7 LP33]
- A. Lora Totino, Arrigo Lora Totino, “Baobab” n° 6, Ed. Pubbliart Bazar, Reggio Emilia, 1981 [cassetta]
- A. Lora Totino (a cura di), Storia della poesia sonora, “Baobab” n° 18, Reggio Emilia, 1989 [4 cassette]
- A. Lora Totino, Fonemi, Alga Marghen, Milano, 2001 [LP33]
- A. Lora Totino, ALT. La Voix Dynamisée, Artalect, 2004 [CD]
- A. Lora Totino, Poesie sonore 1966-1984, CD allegato al volume di R. Barilli e P. Fameli, Arrigo Lora Totino. Il poeta visivo sonoro performativo, Campanotto Editore, Pasian di Prato (Udine), 2014
- J. Mac Low, Concert at the kitchen 1980, “Radiotaxi” n° 11, Ed. Lotta poetica & Studio Morra, Verona – Napoli, s.d. [LP33]
- F. T. Marinetti, Declamazioni dell'autore, EMI Historical Archives, Milano, 1974 [LP33]
- Ph. Menezes, Poesia sonora. Do fonetismo às poéticas contemporâneas da voz, LLS, São Paulo, 1996 [CD]
- E. Miccini, Concerti di poesia (1966 – 1982), “Radiotaxi” n° 9, Ed. Lotta poetica & Studio Morra, Verona – Napoli, s.d. [LP 33]
- E. Minarelli (a cura di), Voooxing Poooêtre, Comune di Bondeno, 1982 [LP33]
- E. Minarelli (a cura di), Antologia polipoetica, STI, Zaragoza, 1986 [cassetta]
- E. Minarelli (a cura di), Spagna-Messico-Italia, 3ViTrePair, Cento, 1988 [LP33]
- E. Minarelli, The Sound Side of Poetry,LP, Zona, Firenze, 1992
- E. Minarelli, Whenwordies, Baobab 30, Reggio Emilia, 1997
- E. Minarelli, Coralmente me stesso, CD, 3Vitre, Cento, 1998
- E. Minarelli, La Voce Performante, CD, Università di Bologna, 2008
- F. Mon (a cura di), Phonetische Poesie, Luchterhand Neuwied, Berlin, 1971 [LP33]
- F. Mon, Das Gras wies wachst, Luchterhand Neuwied, Berlin, 1972 [LP33]
- M. Monk, Dolmen Music, ECM Records GmbH, München, 1981 [LP33]
- M. Monk, Do you be, ECM Records GmbH, München, 1987 [LP33]
- M. Monk, Facing North, ECM, München, 1992 [LP33]
- M. Nannucci, Readings, MN Records, Firenze, 1969 [LP33]
- M. Nannucci (a cura di), Poesia sonora, CBS / Sugar, Milano, 1975 [LP33]
- M. Nannucci, Parole/words/mots/worten, Recorthings 1976, 45 giri
- M. Nannucci (a cura di), Fluxus anthology: A Collection of Music and Sound Events, Zona Archives and Recordings, Firenze, 1989 [LP33]
- L. Pasotelli, Poemi sonori, “Baobab” nº 24, Edizioni Elytra, Reggio Emila, 1994 [cassetta]
- A. Pétronio, Tellurgie, Nouvelle Innocence, Cosmosmose, Sortilèges, Prod. Igloo a.s.b.l., Bruxelles, 1979 [LP33]
- E. Robson e L. Wendt, Phonetic Music with Electronic Music, Primary Press, Parker Ford, 1981 [cassetta]
- G. P. Roffi, Vox. Poesie sonore 1986-2004, Ed. d'arte Félix Fénéon, Ruvo di Puglia 2009 [2 CD]
- M. Rotella, Poèmes Phonétiques, 1943 – 1963, in OU, 23-24, Paris, 1965 [LP33]
- M. Rotella, Poemi fonetici, 1949 – 1975, Plura Edizioni, Milano, 1975 [LP33]
- J. Rothemberg, B. Turetzky, Performing, Terry Setter, San Diego, 1983 [cassetta]
- C. Santos, Voice tracks, Spice Hockney Music (BMI), New York, 1981 [LP]
- Sarenco, Armaniana, “Radiotaxi” nº 5, Ed. Lotta poetica & Studio Morra, Verona – Napoli, s.d. [LP33]
- Sarenco, Io grido e canto, “Radiotaxi” nº 20, Ed. Lotta poetica & Studio Morra, Verona – Napoli, s.d. [LP33]
- Sarenco e F. Verdi, Viva il Futurismo, “Radiotaxi” nº 4, Ed. Lotta poetica & Studio Morra, Verona – Napoli, s.d. [LP33]
- Sarenco e F. Verdi, Es lebe dada!, “Radiotaxi” nº 21, Ed. Lotta poetica & Studio Morra, Verona – Napoli, s.d. [LP33]
- V. Scherstjanoi, Laut Land, Scholz Verlag, Obermichelbach, 1998[CD]
- V. Scherstjanoi, Lautkonzert von Valeri Scherstjanoi, Edition Schielein, Eurasburg, s.d. [CD]
- C. Scholz (a cura di), Lautpoesie. Eine Anthologie, Scholz Verlag, Obermichelbach, 1987[LP33]
- C. Scholz (a cura di), Bobeobi Lautpoesie, Scholz Verlag, Obermichelbach, 1994 [CD]
- C. Scholz (a cura di), Lautpoesie. Eine Anthologie. Folge 1, Scholz Verlag, Obermichelbach, 2000 [CD]
- A. Spatola, Adriano Spatola, “Baobab” nº 20, Elytra edizioni, Reggio Emilia, s.d. [cassetta]
- D. Stratos, Metrodora, Cramps Records, Milano, 1976 [CD 1989]
- D. Stratos, Cantare la voce, Cramps Records, Milano, 1978 [CD 1989]
- D. Stratos, Le Milleuna, Cramps Records, Milano, 1990 [CD]
- D. Stratos / Lucio Fabbri, Recitarcantando, Cramps, Milano 1991[CD]
- E. Szkárosi & Konnektor, Rózmari, Uj Holgyfutár, Budapest, 1990 [cassetta]
- E. Szkárosi, Szkárosicon, Bahia, Budapest, 2002 [CD]
- E. Szkárosi (a cura di), Il mondo è stato riconsiderato. Poesia italiana del Secondo Novecento, Bölcsész Konzorcium HEFOP Iroda, Budapest, 2006 [CD]
- K. Schwitters, An Anna Blume & Die Sonate in Urlaten, 1919-1932, Lords Gallery, London, 1958 [LP33]
- K. Schwitters, Ursonate, Wergo Records, Mainz, 1994 [CD]
- K. Schwitters, Ursonate (nell'esecuzione di J. Blonk), BVHaast, Amsterdam, 1986 [CD]
- A. Stewart, I/T. Selected Poems (1980 – 1996), Here and There Books / Split Record, Surry Hills / Potts Point, Australia, 1998 [CD]
- The Four Horsemen, CanaDada, Griffin House, Toronto, 1972 [LP33]
- The Four Horsemen, 2 Nights / 4 Horsemen, Underwich Editions, Toronto, 1988 [cassetta]
- Towering Inferno (con E. Szkárosi), Kaddish, TI Records, London, 1993 [CD]
- P. Vangelisti (a cura di), Breathingspace 79, The Watershed Foundation, Washington, 1979 [2 cassette]
- F. Verdi, Cut up, Radiotaxi nº 6, Ed. Lotta poetica & Studio Morra, Verona – Napoli, s.d. [LP33]
- P. Vicinelli, à, a. A, in "Marcatré", nº 26/29, Lerici, Milano, 1966 [33 giri in plastica flessibile]
- L. Voce, I segni i suoni le cose, Ed. Piero Manni, Lecce, 1995 [CD]
- L. Wendt, Mythologies, Ocean Records – Composers Cassettes, Los Gatos, 1977 [cassetta]
- L. Wendt, N. Collins, Electro-acoustic applications in electronic music and soundpoetry, "Slowscan" n° 3, Hertogenbosh, 1986 [cassetta]
- G. Zosi, Demain encore, "Baobab" nº 28, Edizioni Elytra, Reggio Emilia, 1995 [cassetta]